# Stay (Ne-Yo-dal)
A "Stay" az első kislemeze az amerikai R&B énekesnek, Ne-Yo-nak. A dalnak Ron "Neff-U" Feemstar volt a producere és  Peedi Peedi közreműködésével készült el.2005 őszén debütált a klip az amerikai B.E.T., T.R.L. és VH1 csatornákon.
A dal megbukott a slágerlistákon, a U.S. Billboard Hot 100-on csak a 36. helyig jutott.
Az Egyesült királyságban 2006-ban adták ki, de a rossz promóció miatt nem került fel a listákra.

## Ranglista
| Lista (2009)                         | Helyezés |
| ------------------------------------ | -------- |
| U.S. Billboard Hot R&B/Hip-Hop Songs | 36       |
| Finland Singles Chart                | 8        |